# 芥神星
芥神星（73 Klytia）是第73颗被人类发现的小行星，于1862年4月7日发现。芥神星的直径为44.4千米，质量为9.2×1016千克，公转周期为1589.253天。
芥神星以希臘神話的寧芙克萊緹亞命名。